# HARTi
株式会社HARTi (英: HARTi Inc.) は、東京都港区に本社を置く日本の企業。

## 概要
「感性が巡る経済を創る」を企業理念に、現代アーティストのプロダクション事業を主軸に事業展開をする。ウェルビーイングな経済圏の創造を目指し、アートIPを軸にした企業のマーケティング支援を行う「HARTi for Business」を主軸に新しいアートマーケットの創造に取り組む。。

## 歴史

### 会社設立以前
創業者の吉田勇也は、広島県福山市出身。幼い頃より、倉敷市や尾道市と言った文化・芸術の街に囲まれて育ち、故郷である福山市の過疎化に問題意識を持っていた。広島大学附属福山高等学校を卒業後、政治や行政への関心から中央大学法学部へ進学。客観的な日本の立ち位置が知りたいとの思いから、大学在学中に世界40ヶ国へのバックパッカーを行い、日本の芸術・文化こそが一番の資源であることを実感。英国・ウェストミンスター大学へ休学留学し、アートマーケティングを専攻し帰国。日本国内のアーティストを取り巻く環境への強い課題感から、HARTiを設立。

## 名前の由来
「HARTi」という会社名の由来は2つ。一つは「ハート」と「アート」の織り合わせ、つまりアート作品に込められたバックストーリーをエンドユーザーに届けたいとの思いが込められている。二つ目は「Say Hi to ART」。既存のアートコレクター層だけにリーチする会社ではなく、HARTiを通じて新しい文化・芸術領域へのファン層が増えることをゴールとしている。

## 受賞歴
- 2019年度 東洋経済すごいベンチャー100 採択（日本 東洋経済）[2]
- 2020年度 Plug and PlayJapanBrand&Retail部門 Award受賞 [3]
- 2020年度 ForbesJapan30 UNDER 30に代表の吉田勇也が選出 [4]